# Asperula sherardioides
Asperula sherardioides är en måreväxtart som beskrevs av Hippolyte François Jaubert och Édouard Spach. Asperula sherardioides ingår i släktet färgmåror, och familjen måreväxter.
Artens utbredningsområde är Iran. Inga underarter finns listade i Catalogue of Life.